# Šér Bahádur Deuba
Šér Bahádur Deuba (nepálsky शेरबहादुर देउवा; * 13. června 1946 okres Dadeldhura, Nepál) je nepálský politik, předseda středolevicového Nepálskéko kongresu, který mezi červencem 2021 a prosincem 2022 zastával post ministerského předsedy Nepálu. V tomto úřadu působil již čtyřikrát předtím: v letech 1995–1997, 2001–2002, 2004–2005 a 2017–2018, ani jednou však nezůstal ve funkci déle, než rok a půl.

## Politické začátky
Vystudoval právo a politologii na Tribhuvanově univerzitě. O politiku se začal zajímat jako student, byl u založení a posléze se stal předsedou Nepálských studentských odborů, studentské organizace Nepálského kongresu. Za své postoje vůči vládnoucí dynastii strávil celkem 9 let ve vězení. Po revoluci a změně z absolutní na konstituční monarchii v roce 1990 vstoupil do politiky jako člen Nepálského kongresu a v následujících volbách byl zvolen do parlamentu. Mezi lety 1991–1994 byl ministrem vnitra.

## Premiér během občanské války
V září 1995 se stal premiérem po neúspěšném pokusu Manmóhana Adhikárího o rozpuštění parlamentu. Několik měsíců po jeho nástupu do úřadu začali maoisté vést válku proti monarchii. Deubova koaliční vláda se rozpadla na začátku roku 1997 a premiérem se stal nakrátko Lókéndra Bahádur Čand. Do úřadu se Deuba vrátil v červenci 2001, měsíc po masakru královské rodiny. Vyhlásil příměří s maoisty a zahájil mírový proces. V listopadu začali maoisté opět útočit a Deuba proto vyhlásil výjimečný stav, označil Komunistickou stranu Nepálu za teroristickou organizaci a poprvé proti povstalcům nasadil armádu. V květnu 2002 rozpustil parlament a vyhlásil nové volby na listopad téhož roku. Kvůli rozepři o pokračování výjimečného stavu ve straně byl vyloučen a založil novou stranu Nepálský kongres s přídomkem demokratický (strany se opět spojily v roce 2007). V říjnu měl v úmyslu volby odložit, což se stalo Gjánéndrovou záminkou pro jeho odvolání a dosazení Čanda, načež byly volby odloženy na neurčito. Potřetí byl jmenován ministerským předsedou v červnu 2004, ale v únoru 2005 jej Gjánéndra opět sesadil a uzmul absolutní moc. V červenci 2005 byl odsouzen ke dvěma letům odnětí svobody za korupci. Deuba, který obvinění popíral, byl v únoru 2006 z vězení propuštěn poté, co byla nově vzniklá protikorupční komise shledána protiústavní.

## Premiér republiky Nepál
Po občanské válce a přechodu z monarchie na republiku v roce 2008 se stal premiérem v červnu 2017 v rámci dohody z roku 2016 s maoistou Pušpou Kamalem Dahalem, podle které si rozdělili vládu do voleb na podzim 2017. Po velmi špatném volebním výsledku kongresu na post rezignoval v únoru 2018 a premiérem byl s podporou maoistů zvolen Khadga Prasád Oli ze strany sjednocených marxistů-leninistů.
Pračanda měl s KP Olim stejnou dohodu, jako před ním s Deubou, Oli však s blížícím se termínem předání moci dal najevo, že rezignovat odmítá a v prosinci 2020 rozpustil poslaneckou sněmovnu a ohlásil nové volby. Toto rozhodnutí bylo zrušeno v únoru 2021 nejvyšším soudem a 10. května byla jeho vládě vyslovena nedůvěra. Prezidentka Bhandáríová 21. května požádala o nové kandidáty na premiéra s dostatečnou podporou, ale poslaneckou sněmovnu nakonec rozpustila. Nejvyšší soud 13. července 2021 opět zrušil rozpuštění sněmovny a vyzval ke jmenování Šéra Bahádura Deubu premiérem. O pět dní později proběhlo hlasování o důvěře, které skončilo poměrem 165 pro, 83 proti.
Deuba vedl Nepálský kongres do voleb v listopadu 2022. V těch kongres získal 89 mandátů z 275, což z něj učinilo nejsilnější stranu a jeho vedení začalo vyjednávat o pokračování rozšířené vládní koalice s maoisty a několika menšími stranami. V následující stranické volbě byl se ziskem 64 hlasů poslanci potvrzen jako lídr strany. Deuba odmítl přenechat na první polovinu volebního období premiérský post Dahalovi. Tomu se podařilo sestavit koalici sedmi stran, včetně sjednocených marxistů-leninistů, a kongres odešel do opozice.